# Matt Cappotelli
Matthew Lee Cappotelli (Caledonia, 12 november 1979 – 29 juni 2018) was een Amerikaans professioneel worstelaar die werkzaam was bij World Wrestling Entertainment.
Cappotelli werd 38 jaar oud, hij stierf aan een hersentumor.

## In worstelen
- Finishers
  - Aftertaste (Superkick)

- Signature moves
  - Atomic drop
  - Leg drop
  - Powerbomb

## Prestaties
- Ohio Valley Wrestling
  - OVW Heavyweight Championship (1 keer)
  - OVW Southern Tag Team Championship (1 keer met Johnny Jeter)

- Pro Wrestling Illustrated
  - PWI Most Inspirational Wrestler of the Year (2006)

- World Wrestling Entertainment
  - WWE Tough Enough III (co–winnaar met John Hennigan)